# أنانك (قمر)
أنانك (بالإنجليزية: Ananke)‏هو قمر تابع لكوكب المشتري ينتمي إلى مجموعة أنانك للأقمار. وهو قمر غير نظامي يتحرك بحركة تراجعية.
اكتشفهُ سيث بارنز نيكلسن في مرصد جبل ويلسون عام 1951 ).

## التسمية
تمت تسمية هذا القمر بآنانك نسبة إلى الشخصية الأسطورية المسماة آنانك من الميثولوجيا الإغريقية.
حيث لم يحصل هذا القمر على أسمهِ الحالي  حتى عام 1975 للميلاد،  قبل ذلك، كان يعرف بقمر المشتري الثاني عشر (بالإنجليزية: Jupiter XII)‏، و في ذلك الوقت كان يسمى أحياناً «أدراستيا»  و ذلك بين عامي 1955 و 1975 للميلاد (أدراستيا الآن هو اسم لقمر آخر من أقمار كوكب المشتري).
أعطى هذا القمر اسمه إلى مجموعة أنانك، وهي مجموعة الأقمار غير النظامية التابعة لكوكب المشتري والواقعة في المدار بين 19,3 22,7 Gm، وعلى ميل مداري بمقدار ° 150 تقريباً.

الأقمار غير النظامية ذات الحركة التراجعية التابعة لكوكب المشتري.